# Felipe Guamán Poma de Ayala
(Felipe Guamán Poma de Ayala)
Felipe Guamán Poma de Ayala, conosciuto anche semplicemente come Guamán Poma (San Cristóbal de Suntuntu, 1534 – Lima, 1615), è stato un cronista indigeno del Perù durante la conquista dell'America.

## Biografia
Era il figlio di Guamán Mallqui e Juana Cori Ocllo Coya (ultima figlia del sovrano Túpac Yupanqui).
Secondo le cronache del tempo, la madre di Guamán Poma, Curi Ocllo, convisse a lungo con Luis de Ávalo de Ayala, con il quale ebbe un figlio, Martín de Ayala, che divenne sacerdote. In seguito si sposò con Guáman Mallqui e da questa unione nacquero Guamán Poma ed altri figli.
Guamán Poma (waman puma, ovvero "aquila tigre", in lingua quechua) de Ayala nacque probabilmente a San Cristóbal de Suntuntu (Perù) tra il 1535 e il 1550 ed era discendente di una nobile famiglia inca della regione di Huánuco. Crebbe in mezzo agli spagnoli: per questo si considerava un indio latino.
Guamán Poma fu istruito e battezzato dal suo fratellastro, il sacerdote Martín de Ayala, che cercò di insegnargli le virtù cristiane, come l'umiltà, la carità e la temperanza. Nei suoi scritti, Guamán Poma lascia intravedere il gran rispetto e l'affetto che provava per lui. Per quello che si può sapere, inoltre, Guamán Poma fu un grande lettore, dedicandosi anche alla critica ed al commento dei cronisti e degli scrittori del suo tempo.
Guamán Poma infatti parlava come prima lingua il quechua, ma imparò lo spagnolo sin da bambino o da adolescente e divenne pienamente bilingue. Egli descrisse sé stesso come un "vecchio di 80 anni" nel suo manoscritto del 1615: da questo si può dedurre che egli fosse nato intorno all'anno 1535, quando la conquista spagnola del Perù era in pieno svolgimento. Sembra però che Guamán Poma abbia usato il numero "ottanta" come una metafora della vecchiaia: per questo e per altri indizi presenti nel testo del manoscritto si può concludere che fosse nato intorno all'anno 1550.

## La famiglia di Guamán Poma
Come punizione per la ribellione di Illa Tupac (1539-1543), gli spagnoli esiliarono a Huamanga (una provincia della regione di Ayacucho) molti yaros (ovvero esponenti alla dinastia Yarovilcas o Yaro-Wilca) come la famiglia del cronista.

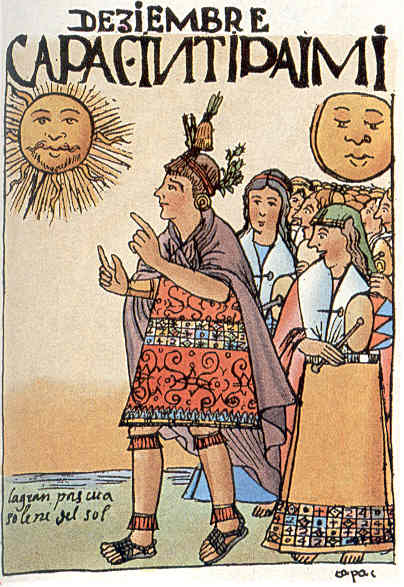
Rappresentazione di un Inti Raimi in un disegno di Guamán Poma

Il nonno (o bisnonno) di Guamán Poma era Guamán Chaua, una specie di viceré della dinastia Yarovilcas, capitano generale del Chinchaysuyo (uno dei quattro suyo dell'Impero Inca) e braccio destro dell'imperatore Túpac Yupanqui.
Per quanto è dato sapere, Guamán Chaua avrebbe accompagnato il sovrano inca nella conquista del Cile e di Quito. Si sa anche che fu bruciato vivo dai compagni di Francisco Pizarro e Diego de Almagro a Cuzco.
Suo padre era Guamán Mallqui, mentre sua madre era una delle figlie minori del sovrano inca Túpac Yupanqui, Curi Ocllo. Racconta Guamán Poma che suo padre, durante la battaglia di Huarina (1547), salvò la vita del capitano Luis Dávalos de Ayala, nativo di Biscaglia, che per questo premiò Guamán Mallqui con l'onore di trasmettere il suo nome (Ayala) alla sua discendenza. Questo fatto però non corrisponde con le altre informazioni reperibili sul capitano Dávalos de Ayala, che sarebbe stato inviato in Perù nel 1548, l'anno successivo alla battaglia di Huarina.
Ciò nonostante Guamán Poma apparteneva a due importanti lignaggi: quello dei Yarovilcas di Huánuco e quello degli Inca di Cusco. Con queste credenziali e con la sua conoscenza dei codici dell'epoca, Felipe Guamán Poma de Ayala poté fare un ritratto convincente e di facile lettura del mondo andino dei suoi tempi.

## Origini e motivazioni della sua opera
Secondo alcuni documenti del XVI secolo, fra le varie attività che intraprese nei suoi viaggi, lo scrittore accompagnò come interprete quechua il sacerdote Juan de Albornoz nella campagna per la soppressione del movimento Taki Unquy (1560).
Guamán Poma stesso in questi documenti appare come il querelante in una serie di processi intorno al 1590 in cui egli cercava di recuperare le sue terre e i suoi titoli nobiliari nella valle di Chupas (intorno a Santa Catalina de Chupas) che egli riteneva essere di diritto della sua famiglia. Questi processi, però, furono disastrosi per lui: non solo li perse, ma fu anche privato di tutte le sue proprietà e il 19 dicembre del 1600 fu esiliato dalla sua città, Lucanas, dal corregidor (funzionario reale).

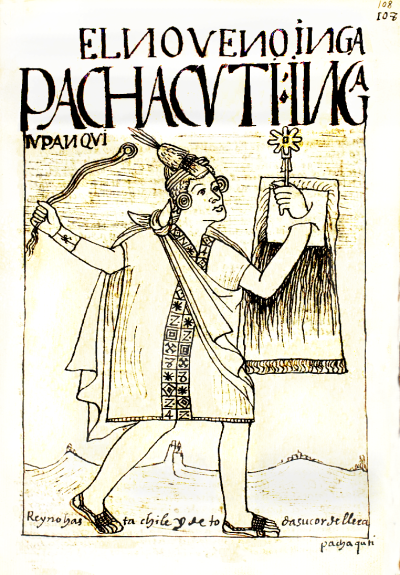
Pachacútec rappresentato da Guamán Poma

Da allora si dedicò per diversi anni a percorrere tutto il paese e a scrivere la sua Nueva Corónica y Buen Gobierno, uno dei libri considerati più originali della storiografia mondiale. In questa opera, di 1200 pagine e 400 disegni, che terminò nel 1615 poco prima della sua morte, Guamán Poma mostra la visione indigena del mondo andino e permette di ricostruire con tutti i dettagli gli aspetti della società peruviana dopo la conquista dell'Impero inca, descrivendo la pessima situazione dei nativi; contemporaneamente illustra anche la storia e la genealogia degli Inca.
In un primo periodo Guamán Poma si era trovato d'accordo con l'opera di civilizzazione del mondo andino, ma a partire dal 1606, dopo la morte dell'arcivescovo di Lima, Toribio de Mogrovejo, la nomina di Francisco de Ávila come ispettore contro l'idolatria provocò in Guamán Poma un cambiamento nella sua valutazione dei fatti. Nel penultimo capitolo della relazione, intitolato Camina el autor, Guamán Poma denuncia i turpi atti di Francisco de Ávila, sostenendo che la sua campagna contro l'idolatria rappresentava il metodo più violento che avevano dovuto subire fino ad allora i popoli andini; la ferocia di questa politica causò un profondo cambiamento nella considerazione di Guamán Poma riguardo alla conquista spagnola.
In mezzo ad una società profondamente corrotta a causa della sua cattiva amministrazione, che spogliava dei suoi diritti i legittimi proprietari delle terre, Guamán Poma trovò un eroe religioso e letterario molto più vicino a lui: fra' Luis Jerónimo de Oré, un francescano creolo di Huamanga, autore dell'opera Symbolo Catholico Indiano, la cui famiglia sicuramente era in contatto ravvicinato con quella di Guamán Mallqui de Ayala. L'influenza di Luis Jerónimo de Oré su Guamán Poma non fu solo letteraria (il cronista usò molte informazioni presenti nel Symbolo Catholico Indiano nella sua opera): entrambi erano infatti devoti al frate Luis de Granada ed entrambi concepirono le loro opere come mezzi per avvicinare alla fede.

## Il manoscritto perduto di Danimarca
Nel 1908, nella Biblioteca Reale di Copenaghen (Danimarca), fu riscoperto un antico manoscritto di 1179 pagine: la Nueva Corónica y Buen Gobierno di Felipe Guamán Poma de Ayala, di cui non si avevano più notizie da circa 300 anni.
La sua pubblicazione anastatica (realizzata dall'Istituto etnografico di Parigi) fu compiuta nel 1936 a cura del francese Paul Rivet.
Questa opera, di altissimo valore storico, aveva in origine un obiettivo concreto: ritrarre la realtà andina e sollecitare la corona spagnola ad effettuare una riforma del governo coloniale per salvare le popolazioni andine dallo sfruttamento e dai maltrattamenti. La relazione, infatti, era dedicata al re Filippo III di Spagna, ma andò smarrita durante il viaggio verso la Spagna. Oggi è nella Biblioteca Reale di Copenaghen e si può consultare on-line. Su come sia finito in Danimarca sono state avanzate numerose ipotesi; secondo la più convincente l'opera sarebbe giunta per motivi non chiari nella biblioteca del Conte Duca De Olivares. Lo storico peruviano Raúl Porras Barrenechea sostiene che successivamente parte di questo fondo bibliotecario fu venduto a Cornelius Pedersen Lerche, ambasciatore di Danimarca alla corte spagnola (1650-1655 e 1658-1662), che avrebbe inviato il documento alla corte danese.

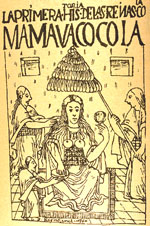
La dea Mama Ocllo in un disegno di Guamán Poma

Nei suoi scritti Guaman Poma dichiara apertamente il proprio punto di vista sugli abusi di potere commessi dalle nuove autorità spagnole: ne accetta la presenza ritenendoli agenti civilizzatori, ma considera ingiusto il nuovo status quo, nel quale gli antichi cacicchi sono stati privati della loro autorità e i nuovi ricchi, fantocci degli spagnoli, governano sopra terre che non sono loro.

## Dibattito sulla figura di Guamán Poma
Dopo il ritrovamento del testo, all'inizio del XX secolo, la figura di Guamán Poma è stata molto discussa: nel corso degli anni le ipotesi sulla vita del cronista sono state smentite o confermate.
Oggi si sa di certo, grazie ai dati riportati in un documento trovato nel 1991 (dossier Prado Tello), che Guamán Poma ebbe un litigio con i Chachapoyas (abitanti dell'omonima valle) per la proprietà di alcune terre nella valle di Chupas (nella regione di Huamanga). Alla luce di questo documento e della cosiddetta Compulsa de Ayacucho (fascicolo contenente la sentenza contro Guamán Poma effettuata nel 1600), si conferma la disillusione che dovette soffrire Guamán Poma rispetto al sistema giuridico peruviano.

### Documenti Miccinelli
Nel 1990 l'italiana Laura Laurencich Minelli aveva presentato manoscritti (i documenti Miccinelli, proprietario dei vecchi libri), in cui si afferma che Blas Valera visse anni dopo il 1597, tornò in America dove compose il famoso Nuovo Cronica del buon governo, fino ad allora attribuito al cronista indigeno Felipe Guamán Poma de Ayala. Il mondo accademico ha respinto tali documenti come non veritieri, - Alfredo Alberdi Vallejo l'ha dimostrato nel suo lavoro sullo scrittore quechua (Berlino, 2010) - e altrettanto Rolena Adorno e Juan Carlos Estenssoro (Paris, 1997).
Ci sono molti critiche ai due documenti: la carta, le tinte, le lettere, l'uso del quechua, dello spagnolo, del latino, oltre a evidenti errori storici, sebbene le indagini materiche siano a favore dell'autenticità del corpus documentario.